# Nocloa nesaea
Nocloa nesaea är en fjärilsart som beskrevs av Smith 1893. Nocloa nesaea ingår i släktet Nocloa och familjen nattflyn. Inga underarter finns listade i Catalogue of Life.